# Ignacy Wierzchlejski
Ignacy Wierzchlejski Oremus herbu Berszten II – skarbnik wieluński w latach 1788–1793, konsyliarz konfederacji targowickiej ziemi wieluńskiej.